# Lavaveix-les-Mines
Lavaveix-les-Mines est une commune française située dans le département de la Creuse en région Nouvelle-Aquitaine.

## Géographie
Lavaveix-les-Mines est située sur la route départementale 942, au Sud d'Ahun, à une altitude de 396 mètres.
| Moutier-d'Ahun        |                    | Saint-Pardoux-les-Cards |
|                       | Lavaveix-les-Mines |                         |
| Saint-Martial-le-Mont |                    |                         |

### Climat
Pour des articles plus généraux, voir Climat de la Nouvelle-Aquitaine et Climat de la Creuse.
Historiquement, la commune est exposée à un climat montagnard.  
En 2020, Météo-France publie une typologie des climats de la France métropolitaine dans laquelle la commune est exposée à un climat de montagne et est dans la région climatique  Ouest et nord-ouest du Massif Central, caractérisée par une pluviométrie annuelle de 900 à 1 500 mm, maximale en automne et en hiver.
Pour la période 1971-2000, la température annuelle moyenne est de 10,4 °C, avec  une amplitude thermique annuelle de 15,3 °C. Le cumul annuel moyen de précipitations est de 973 mm, avec 12,1 jours de précipitations en janvier et 7,6 jours en juillet. Pour la période 1991-2020, la température moyenne annuelle observée sur la station météorologique la plus proche, située sur la commune d'Aubusson à 14 km à vol d'oiseau, est de 10,1 °C et le cumul annuel moyen de précipitations est de 939,1 mm,. Pour l'avenir, les paramètres climatiques de la commune estimés pour 2050 selon différents scénarios d’émission de gaz à effet de serre sont consultables sur un site dédié publié par Météo-France en novembre 2022.

## Urbanisme

### Typologie
Au 1er janvier 2024, Lavaveix-les-Mines est catégorisée commune rurale à habitat dispersé, selon la nouvelle grille communale de densité à 7 niveaux définie par l'Insee en 2022.
Elle est située hors unité urbaine. Par ailleurs la commune fait partie de l'aire d'attraction de Guéret, dont elle est une commune de la couronne,. Cette aire, qui regroupe 72 communes, est catégorisée dans les aires de moins de 50 000 habitants,.

### Occupation des sols
L'occupation des sols de la commune, telle qu'elle ressort de la base de données européenne d’occupation biophysique des sols Corine Land Cover (CLC), est marquée par l'importance des territoires agricoles (60,2 % en 2018), en diminution par rapport à 1990 (61,5 %). La répartition détaillée en 2018 est la suivante : 
prairies (51,9 %), zones urbanisées (25,6 %), forêts (14,2 %), zones agricoles hétérogènes (8,3 %). L'évolution de l’occupation des sols de la commune et de ses infrastructures peut être observée sur les différentes représentations cartographiques du territoire : la carte de Cassini (XVIIIe siècle), la carte d'état-major (1820-1866) et les cartes ou photos aériennes de l'IGN pour la période actuelle (1950 à aujourd'hui).

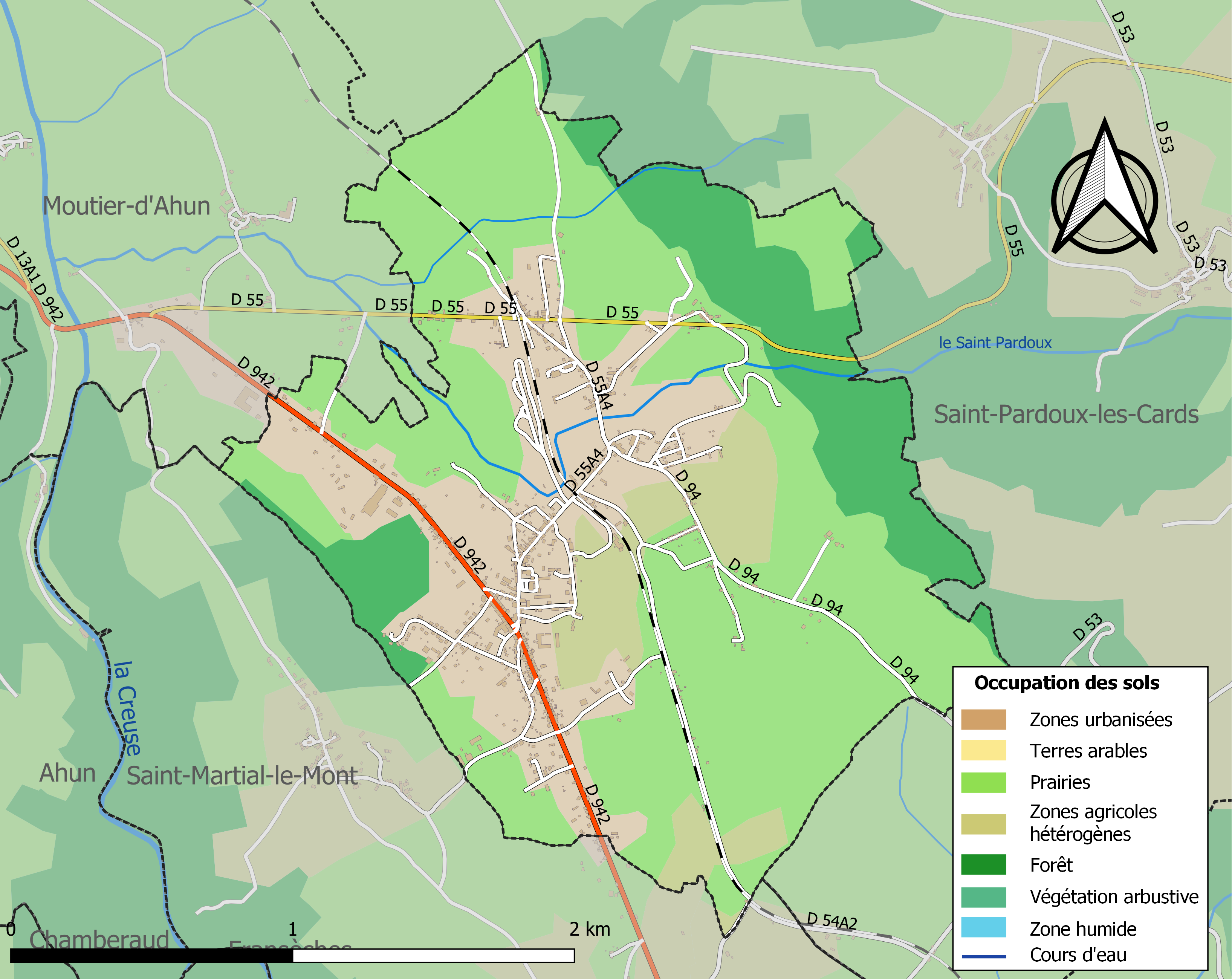
Carte des infrastructures et de l'occupation des sols de la commune en 2018 (CLC).

### Risques majeurs
Le territoire de la commune de Lavaveix-les-Mines est vulnérable à différents aléas naturels : météorologiques (tempête, orage, neige, grand froid, canicule ou sécheresse) et séisme (sismicité faible). Il est également exposé à deux risques particuliers : le risque minier et le risque de radon. Un site publié par le BRGM permet d'évaluer simplement et rapidement les risques d'un bien localisé soit par son adresse soit par le numéro de sa parcelle.

#### Risques naturels

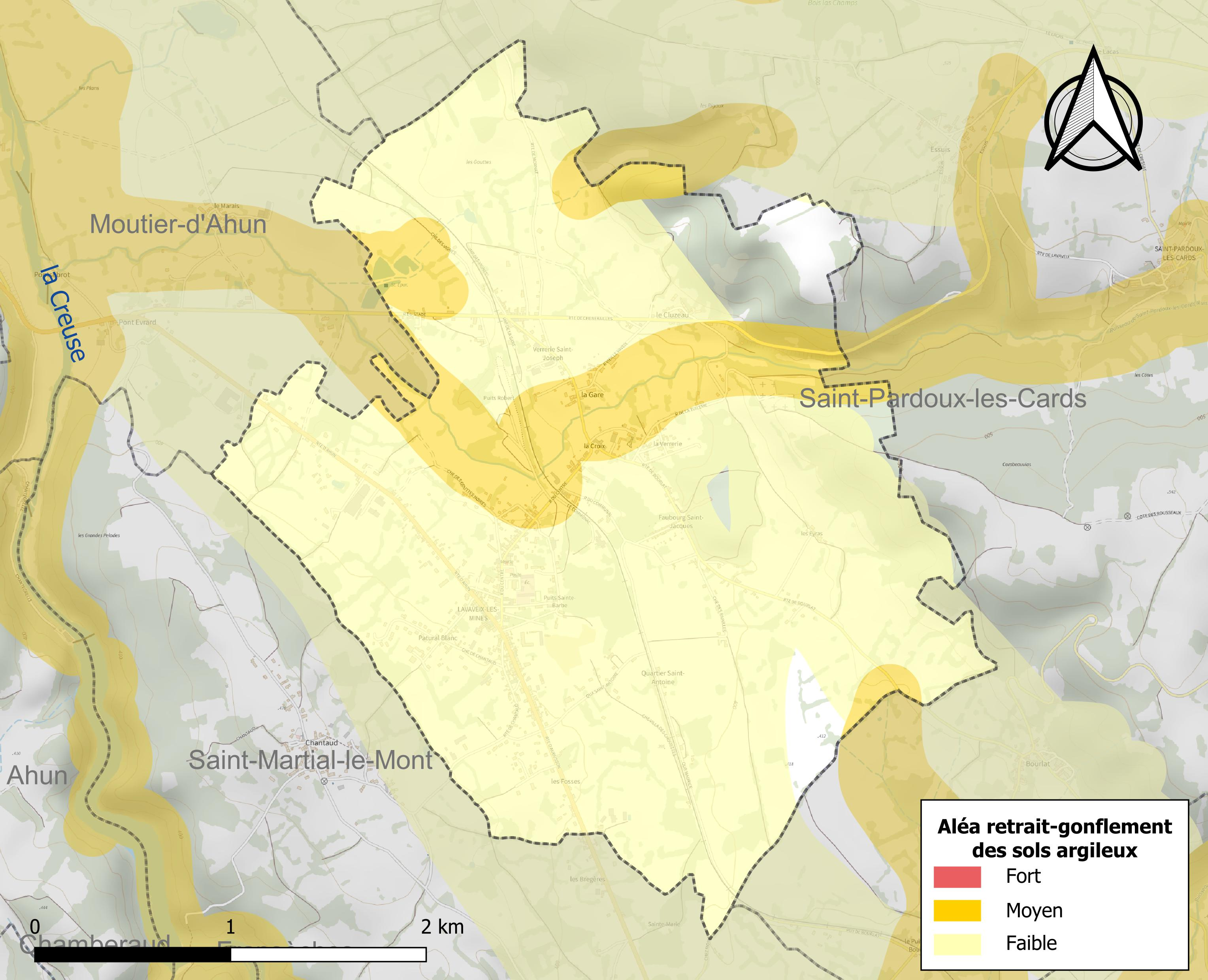
Carte des zones d'aléa retrait-gonflement des sols argileux de Lavaveix-les-Mines.

Le retrait-gonflement des sols argileux est susceptible d'engendrer des dommages importants aux bâtiments en cas d’alternance de périodes de sécheresse et de pluie. 16 % de la superficie communale est en aléa moyen ou fort (33,6 % au niveau départemental et 48,5 % au niveau national). Sur les 399 bâtiments dénombrés sur la commune en 2019,  56 sont en aléa moyen ou fort, soit 14 %, à comparer aux 25 % au niveau départemental et 54 % au niveau national. Une cartographie de l'exposition du territoire national au retrait gonflement des sols argileux est disponible sur le site du BRGM,.
Par ailleurs, afin de mieux appréhender le risque d’affaissement de terrain, l'inventaire national des cavités souterraines permet de localiser celles situées sur la commune.
La commune a été reconnue en état de catastrophe naturelle au titre des dommages causés par les inondations et coulées de boue survenues en 1982, 1999 et 2000. Concernant les mouvements de terrains, la commune a été reconnue en état de catastrophe naturelle au titre des dommages causés par des mouvements de terrain en 1999.

#### Risques particuliers
Le bassin houiller d’Ahun a été le siège d’une exploitation de charbon pendant près de deux siècles, les travaux miniers sont définitivement arrêtés sur l’ensemble du bassin depuis 1969. Il couvre une surface d’environ 25 km2 (14 km de long pour 1 à 2 km de large). La commune, faisant partie de ce bassin, est concernée par le risque minier, principalement lié à l’évolution des cavités souterraines laissées à l’abandon et sans entretien après l’exploitation de ces mines. Un Plan de prévention des risques miniers (PPRm), introduit par la loi du 30 mars 1999 et établi par l’État, a été élaboré et approuvé le 11 mai 2012 pour les cinq communes du bassin houiller d’Ahun,.
Dans plusieurs parties du territoire national, le radon, accumulé dans certains logements ou autres locaux, peut constituer une source significative d’exposition de la population aux rayonnements ionisants. Certaines communes du département sont concernées par le risque radon à un niveau plus ou moins élevé. Selon la classification de 2018, la commune de Lavaveix-les-Mines est classée en zone 3, à savoir zone à potentiel radon significatif.

#### Transports en commun
- Réseau TransCreuse

#### SNCF
- Gare de Lavaveix-les-Mines

| Ligne | Caractéristiques | Caractéristiques                      | Caractéristiques                      | Caractéristiques                      | Caractéristiques                      | Caractéristiques                              | Caractéristiques                         | Caractéristiques                      | Caractéristiques                      |
| L25   | FELLETIN/MONTLUÇON > GUÉRET > LIMOGES | FELLETIN/MONTLUÇON > GUÉRET > LIMOGES | FELLETIN/MONTLUÇON > GUÉRET > LIMOGES | FELLETIN/MONTLUÇON > GUÉRET > LIMOGES | FELLETIN/MONTLUÇON > GUÉRET > LIMOGES | FELLETIN/MONTLUÇON > GUÉRET > LIMOGES         | FELLETIN/MONTLUÇON > GUÉRET > LIMOGES    | FELLETIN/MONTLUÇON > GUÉRET > LIMOGES | FELLETIN/MONTLUÇON > GUÉRET > LIMOGES |
| L25   | Felletin/Montluçon ⥋ Limoges | Felletin/Montluçon ⥋ Limoges          | Felletin/Montluçon ⥋ Limoges          | Felletin/Montluçon ⥋ Limoges          | Felletin/Montluçon ⥋ Limoges          | Felletin/Montluçon ⥋ Limoges                  | Felletin/Montluçon ⥋ Limoges             | Felletin/Montluçon ⥋ Limoges          | Felletin/Montluçon ⥋ Limoges          |
| ----- | --- | ------------------------------------- | ------------------------------------- | ------------------------------------- | ------------------------------------- | --------------------------------------------- | ---------------------------------------- | ------------------------------------- | ------------------------------------- |
| L25   | Ouverture / Fermeture — / — | Longueur —                            | Durée —                               | Nb. d’arrêts 18                       | Matériel TER / CAR                    | Jours de fonctionnement L, Ma, Me, J, V, S, D | Jour / Soir / Nuit / Fêtes O / O / N / O | Voy. / an —                           | Dépôt SNCF                            |
| L25   | Desserte : - Villes desservies : Felletin, Aubusson, Lavaveix-les-Mines/Montluçon, Huriel, Lavaufranche, Gouzon, Parsac-Gouzon, Busseau-sur-Creuse, Ajain, Guéret, Montaigut, Vieilleville, Marsac, St-Sulpice-Laurière, Ambazac, Limoges |                                       |                                       |                                       |                                       |                                               |                                          |                                       |                                       |
| L25   | Autre : Circule toute l'année, même les jours fériés. |                                       |                                       |                                       |                                       |                                               |                                          |                                       |                                       |
| L25   | Dernière actualisation : — |                                       |                                       |                                       |                                       |                                               |                                          |                                       |                                       |

## Toponymie
La Vave (prononcé : [la vav]) en limousin.

## Histoire
La commune de Lavaveix-les-Mines a été créée le 29 avril 1868 à partir des communes de Saint-Martial-le-Mont et Saint-Pardoux-les-Cards à l'emplacement du lieu-dit La Vaveix. Il s'agit d'une ancienne cité minière, où l'on a exploité des houillères au XIXe siècle et au XXe siècle.

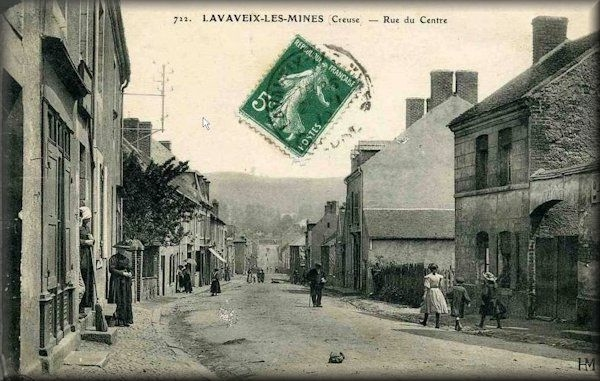
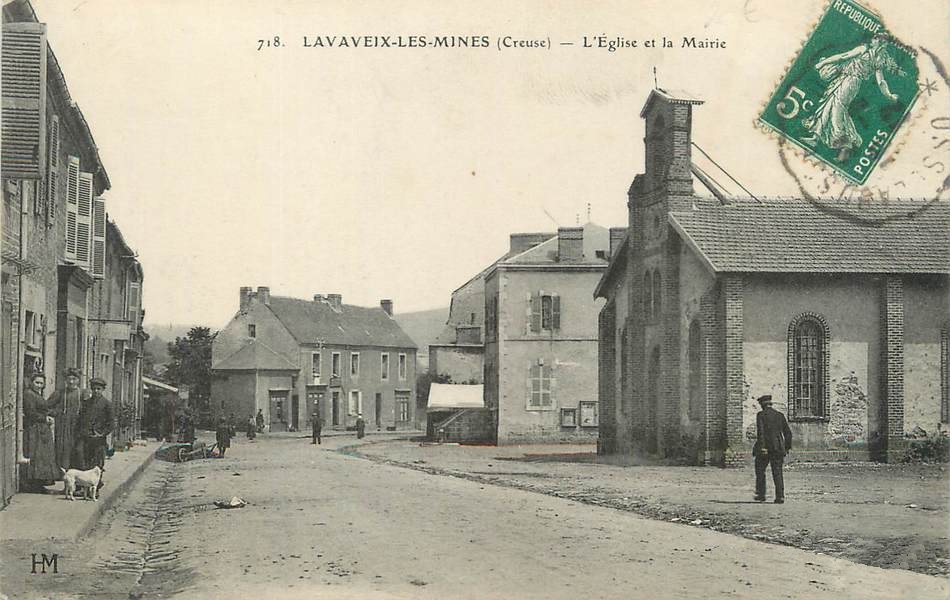
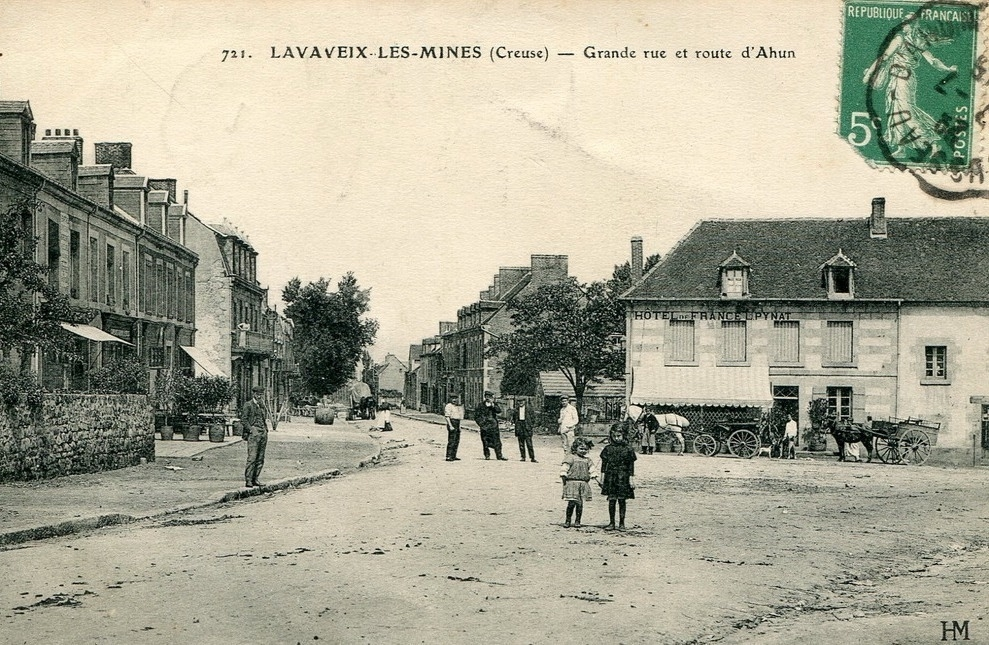
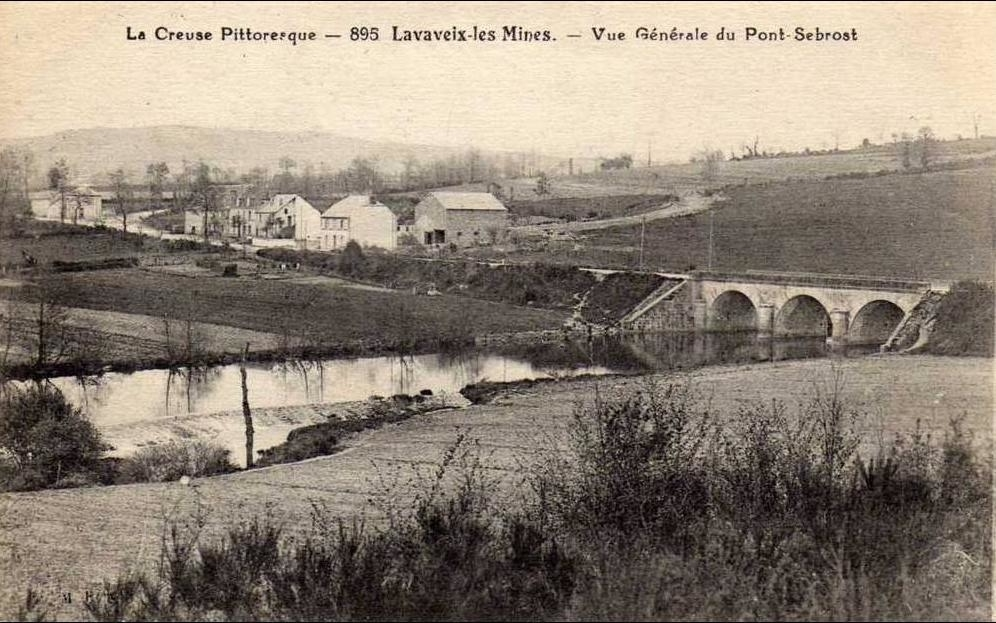
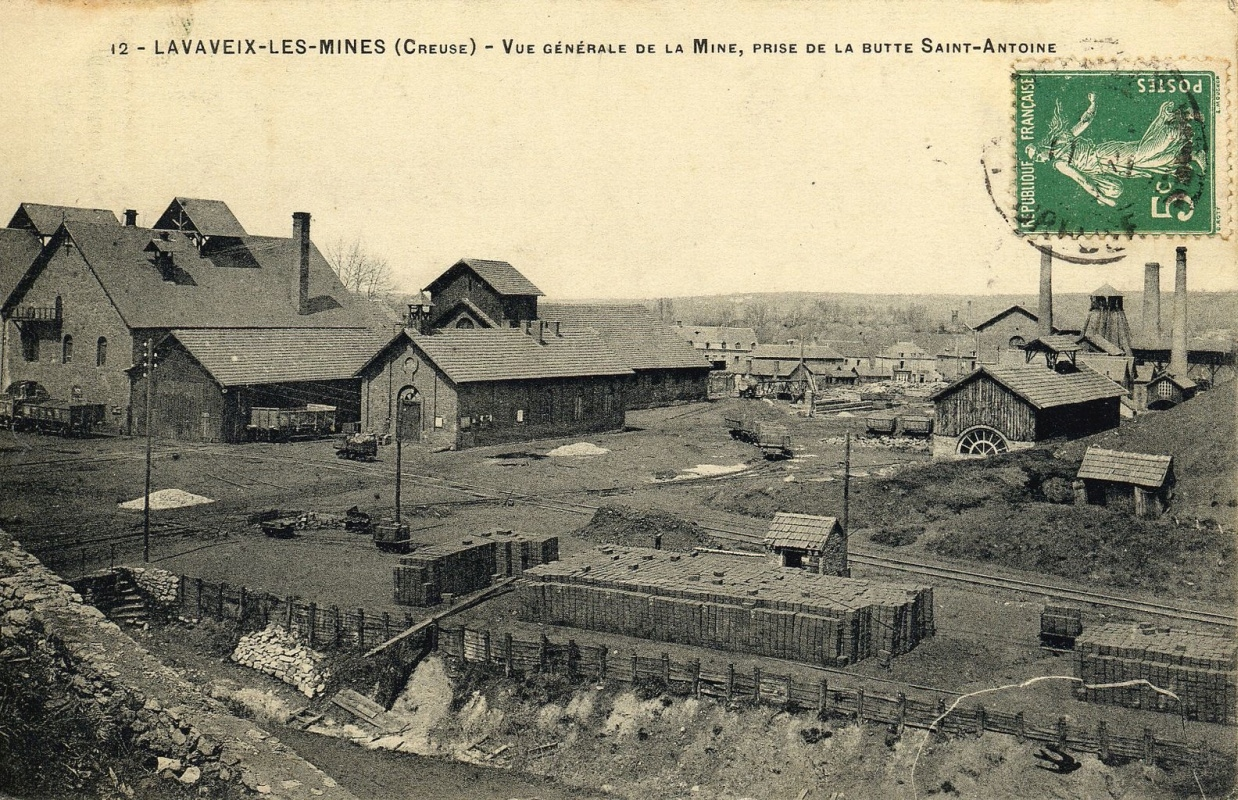
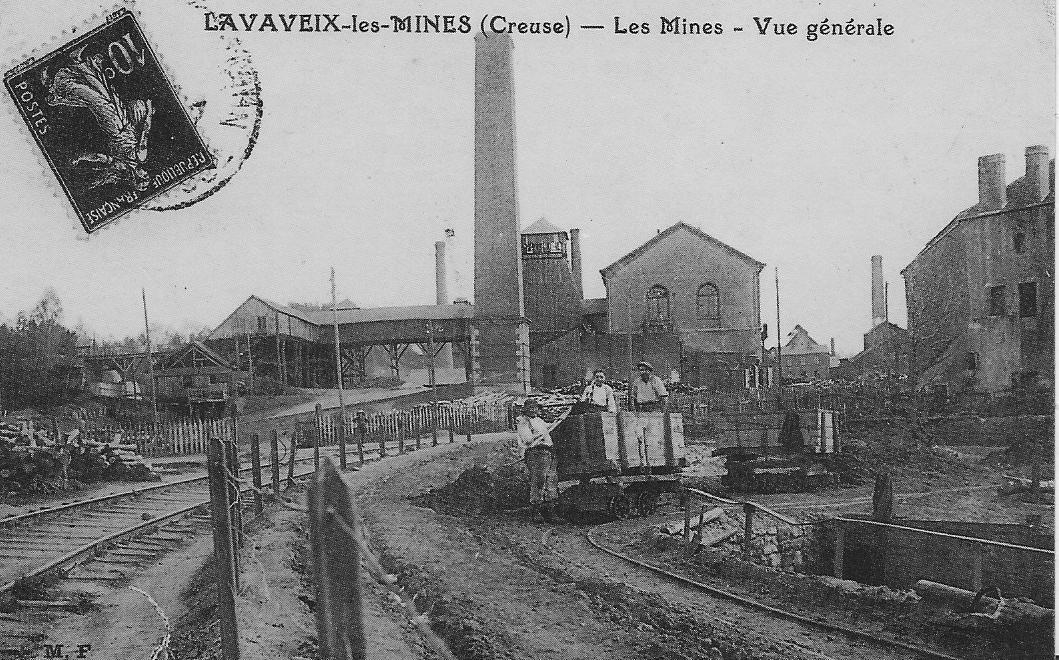
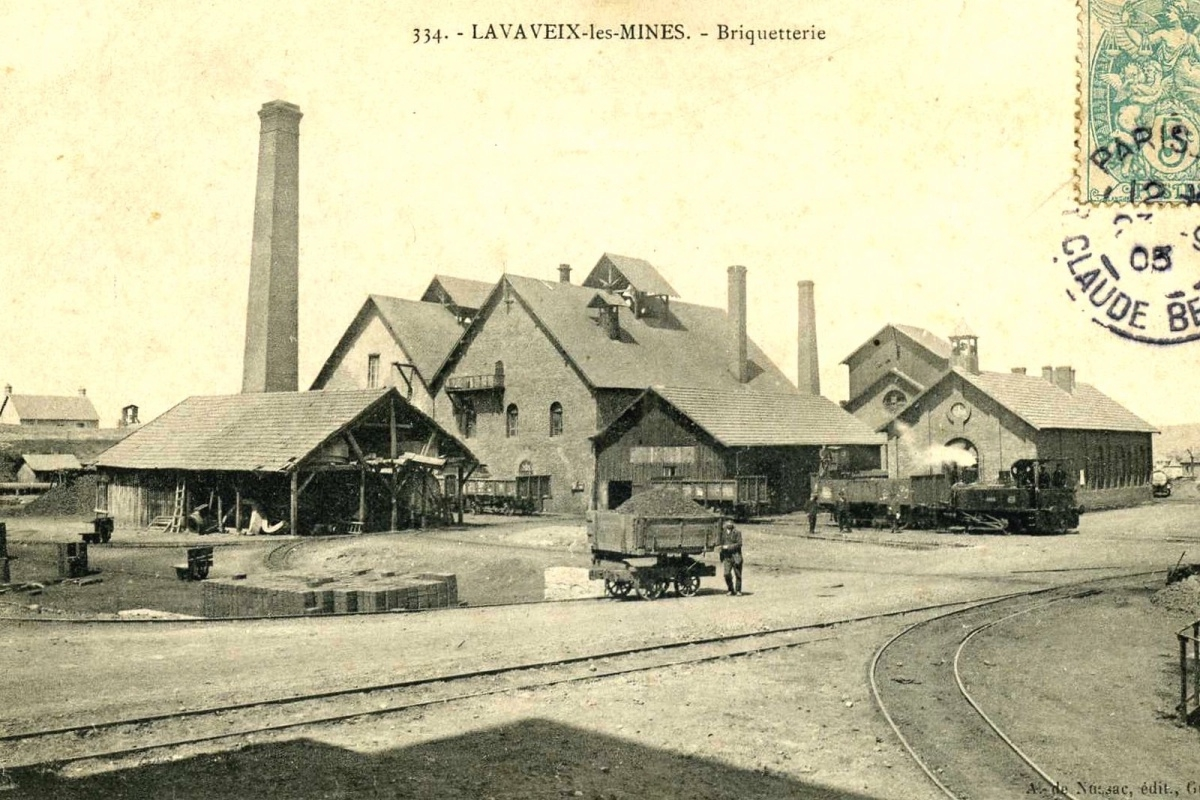

## Politique et administration
| Période                                  | Période  | Identité                | Étiquette                   | Qualité |
| ---------------------------------------- | -------- | ----------------------- | --------------------------- | --- |
| 1868                                     | 1871     | Charles Martial Nicot   |                             | |
| 1870                                     | 1871     | Jean-Baptiste Chaussat  |                             | Nommé Maire provisoire par arrêté préfectoral le 15 septembre 1870                                                                                        |
| 1871                                     | 1871     | Charles Martial Nicot   |                             | Démissionnaire le 23 juin 1871 |
| 1871                                     | 1874     | Émile Jacques-Palotte   | Gauche républicaine (Ferry) | Industriel, homme politique Député de la Creuse (1871-1876) puis Sénateur de la Creuse (1876-1884), Directeur de la Société anonyme des Houillères d'Ahun |
| 1874                                     | 1876     | Silvain Michel Périchon |                             | |
| 1876                                     | 1878     | Achille Collinet        |                             | |
| 1878                                     | 1879     | Victor Millet           |                             | |
| 1879                                     | 1884     | Jacques Nadaud          |                             | |
| 1884                                     | 1885     | Philibert Serveau       |                             | |
| 1885                                     | 1904     | Marcellin Benoit        |                             | |
| 1904                                     | 1908     | Hyppolyte Gorge         |                             | |
| 1908                                     | 1922     | François Abgrall        |                             | |
| 1922                                     | 1923     | Constant Joseph Simonin |                             | |
| 1923                                     | 1925     | Félix Norre             |                             | |
| 1925                                     | 1929     | Alexandre Pellissier    |                             | |
| 1929                                     | 1934     | Jules Chaumette         |                             | |
| 1934                                     | 1944     | Isidore Forignon        |                             | Juste parmi les Nations en sa qualité de Maire |
| 1944                                     | 1945     | Roger Albertini         |                             | Président du Comité de Libération |
| 1945                                     | 1953     | Roger Albertini         |                             | |
| 1953                                     | 1977     | Roger Aléonard          |                             | |
| 1977                                     | 2014     | Pierre Brignolas        | UMP                         | Conseiller Régional de la région Limousin de 2010 à 2014                                                                                                  |
| mars 2014                                | En cours | Jean-Louis Fauconnet    | SE                          | Agriculteur |
| Les données manquantes sont à compléter. |          |                         |                             | |

## Démographie
L'évolution du nombre d'habitants est connue à travers les recensements de la population effectués dans la commune depuis 1872. Pour les communes de moins de 10 000 habitants, une enquête de recensement portant sur toute la population est réalisée tous les cinq ans, les populations de référence des années intermédiaires étant quant à elles estimées par interpolation ou extrapolation. Pour la commune, le premier recensement exhaustif entrant dans le cadre du nouveau dispositif a été réalisé en 2004.

En 2022, la commune comptait 642 habitants, en évolution de −5,87 % par rapport à 2016 (Creuse : −3,32 %, France hors Mayotte : +2,11 %).
| 1872  | 1876  | 1881  | 1886  | 1891  | 1896  | 1901  | 1906  | 1911  |
| ----- | ----- | ----- | ----- | ----- | ----- | ----- | ----- | ----- |
| 3 247 | 4 108 | 3 570 | 3 423 | 3 388 | 3 445 | 3 351 | 3 210 | 2 698 |

| 1921  | 1926  | 1931  | 1936  | 1946  | 1954  | 1962  | 1968  | 1975  |
| ----- | ----- | ----- | ----- | ----- | ----- | ----- | ----- | ----- |
| 2 258 | 1 942 | 1 470 | 1 547 | 1 386 | 1 242 | 1 061 | 1 175 | 1 043 |

| 1982 | 1990 | 1999 | 2004 | 2006 | 2009 | 2014 | 2019 | 2022 |
| ---- | ---- | ---- | ---- | ---- | ---- | ---- | ---- | ---- |
| 989  | 964  | 838  | 858  | 839  | 764  | 687  | 635  | 642  |

La population de Lavaveix a été divisée par quatre en un siècle.

## Lieux et monuments
- Église Saint-Joseph de Lavaveix-les-Mines du XIXe siècle avec un clocher fronton.
- Vestiges de la mine de charbon de Lavaveix.

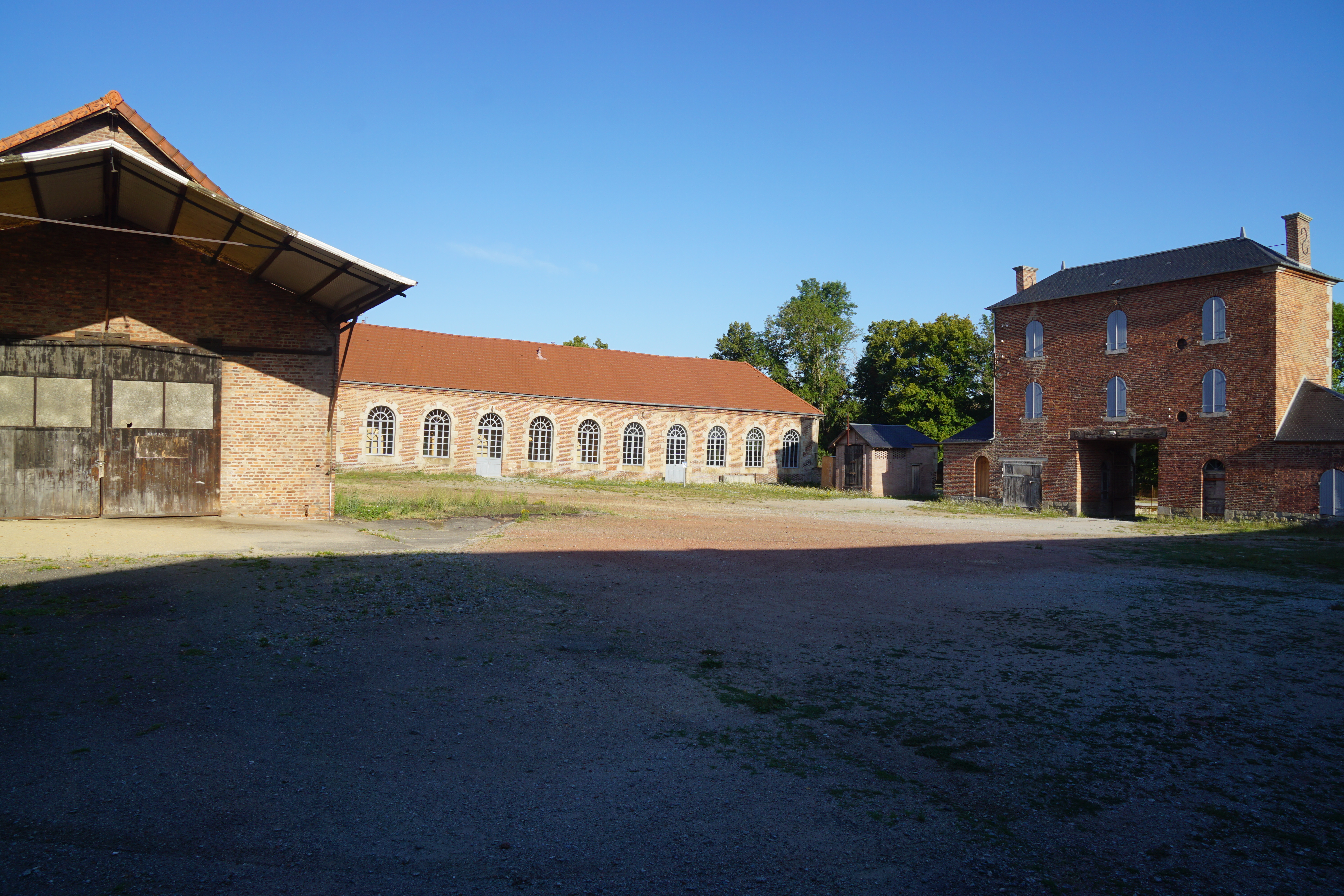
Les ateliers de la mine.
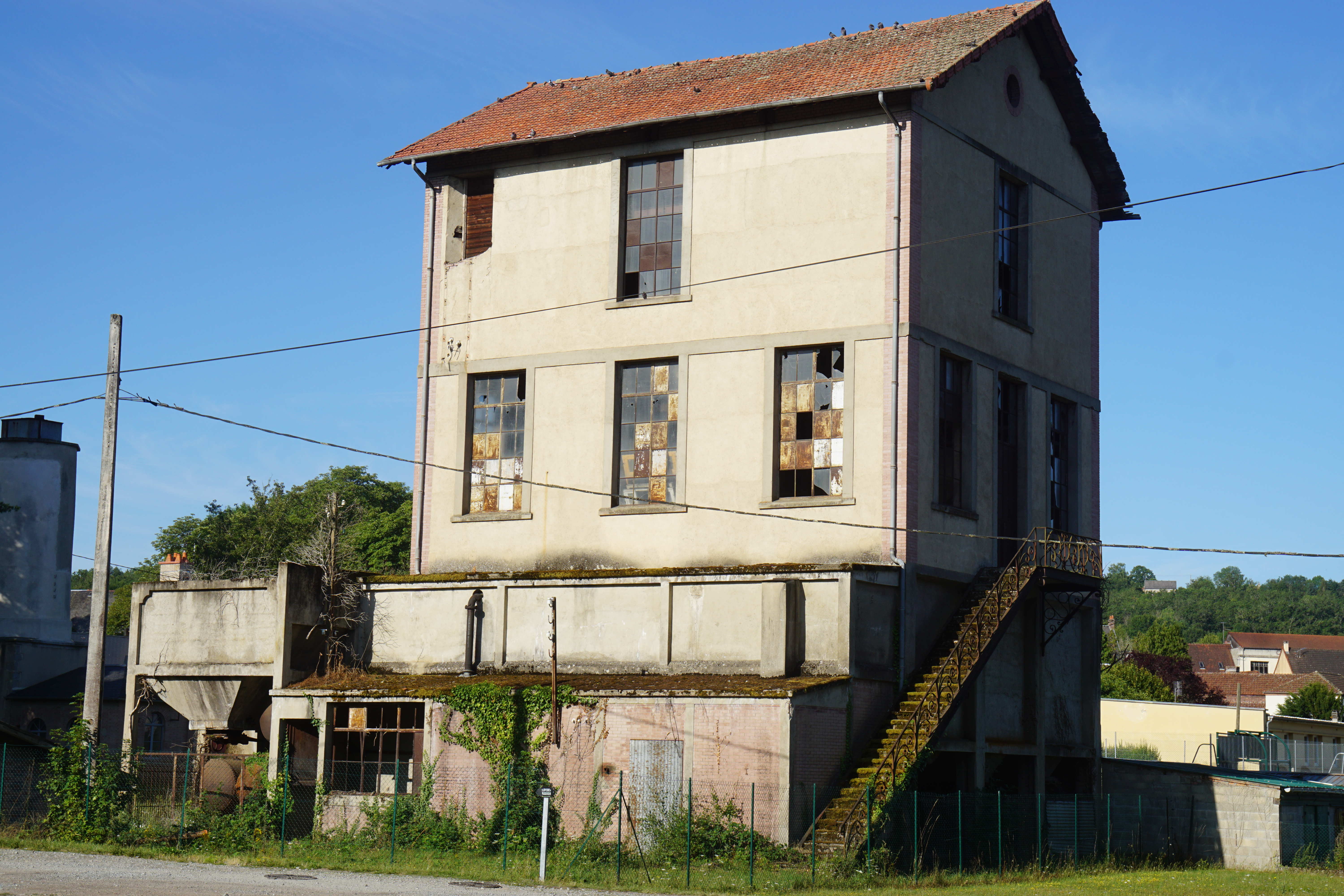
La laverie (lavoir à charbon).
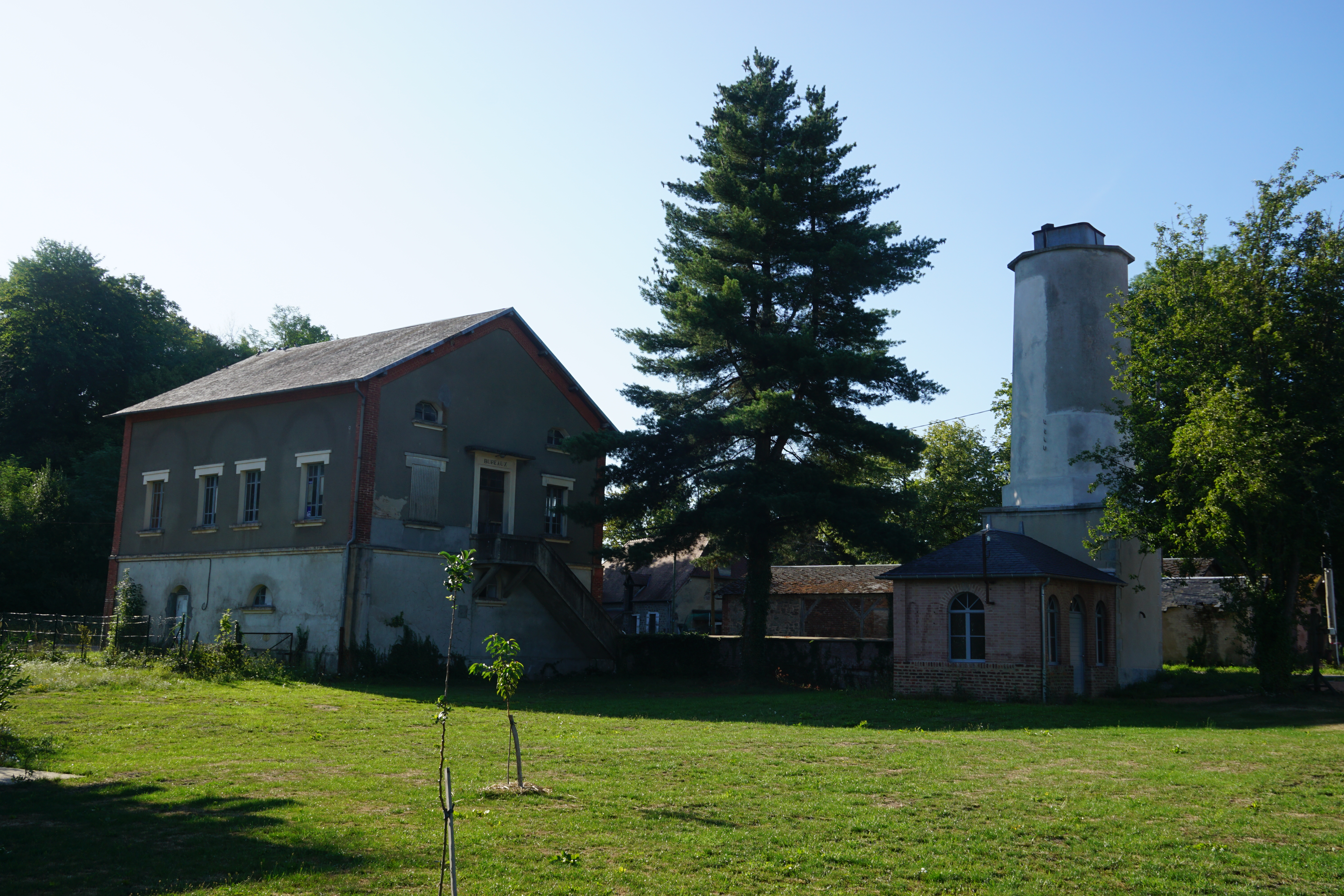
L'ancien puits Central puis bureaux des mines
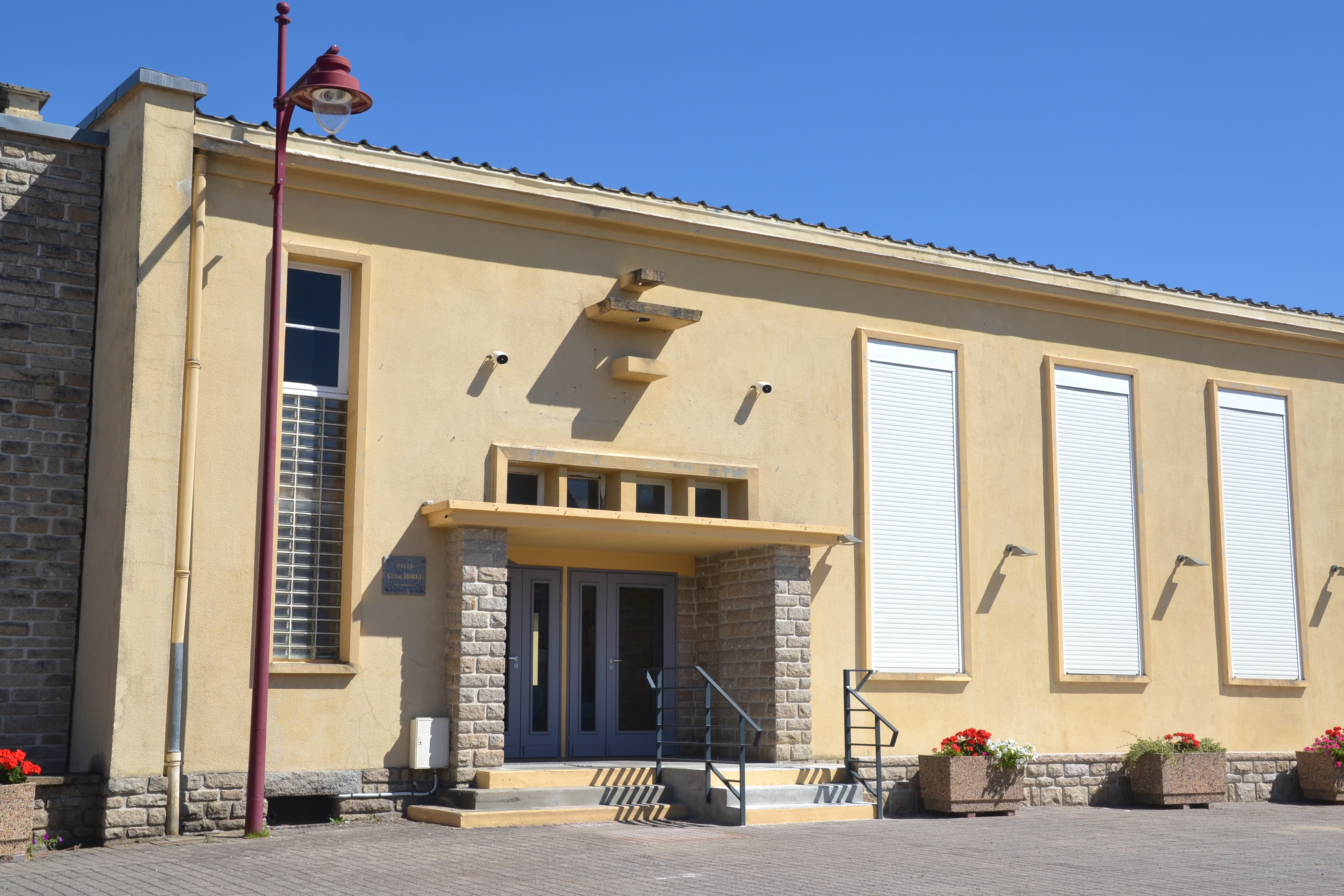
La salle des fêtes.
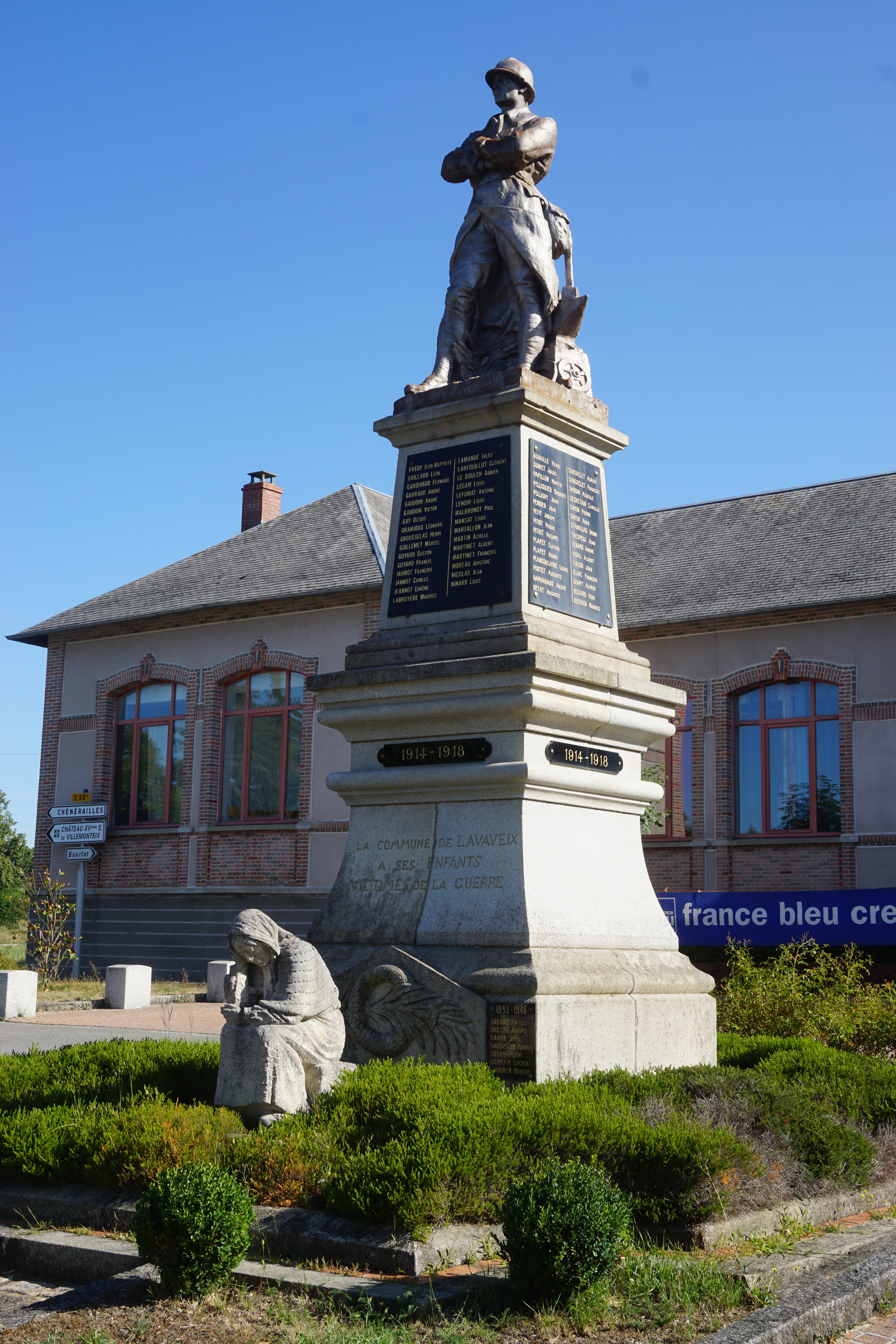
Monument aux morts.

## Personnalités liées à la commune
- Louis François (1906-1986), lutteur, né à Lavaveix, médaillé de bronze aux Jeux olympiques de 1932.